# Naja atra
Espèce
Synonymes
- Naja tripudians var. scopinucha Cope, 1859
- Naja tripudians var. unicolor Martens, 1876

Statut de conservation UICN

 VU A2d : Vulnérable
Statut CITES
Naja atra ou cobra de Chine est une espèce de serpents de la famille des Elapidae.

## Répartition
Cette espèce se rencontre au Viêt Nam, au Laos, dans le sud de la Chine et à Taïwan.

## Étymologie
Son nom d'espèce, du latin atra, « sombre, noir », lui a été donné en référence à sa couleur.

## Publication originale
- Cantor, 1842 : General Features of Chusan, with remarks on the Flora and Fauna of that Island. Annals and magazine of natural history, ser. 1, vol. 9, p. 481-493 (texte intégral).